# David Bayer
Johann David Bayer (* um 1757 in Dresden, Königreich Sachsen; † 26. Dezember 1807 in Friedland, Mecklenburg) war ein deutscher Orgelbauer in Schwerin und Friedland.

## Leben
Seine  Ausbildung ist nicht bekannt. 1790 heiratete Bayer in Dresden und wurde dabei als Orgelbauer und Instrumentenmacher bezeichnet. 
1794 wurde er mit einem Mecklenburger Orgelbauerprivileg in Schwerin erwähnt. Es folgten in den nächsten Jahren einige Reparaturarbeiten an Orgeln. Um 1799 (?) war er in Wolgast ansässig, 1802 wohnte er in Friedland und starb dort 1807.

## Werke (Auswahl)
Von David Bayer sind zwei Orgelneubauten und einige Reparaturen in Mecklenburg bekannt, eine Reparatur in Vorpommern (Wolgast). Die Orgel in Kotelow ist erhalten.
| Jahr      | Ort                    | Gebäude     | Bild | Manuale | Register | Bemerkungen                                                          |
| --------- | ---------------------- | ----------- | ---- | ------- | -------- | -------------------------------------------------------------------- |
| 1795      | Granzin bei Boizenburg | Dorfkirche  |      |         |          | Reparaturen                                                          |
| 1795      | Gadebusch              | Kirche      |      |         |          | Reparaturen                                                          |
| 1796      | Wittenburg             | Stadtkirche |      |         |          | Reparaturen ?                                                        |
| 1799      | Wolgast                | Stadtkirche |      |         |          | Reparaturen                                                          |
| 1800–1803 | Kotelow                | Dorfkirche  |      | I/P     | 12       | Neubau, 1860 Umbau mit Umdisponierung durch Ernst Sauer, restauriert |
| 1806      | Friedland              | St. Nikolai |      | I/P     | 13       | Neubau, spätestens 1945 mit der Kirche zerstört                      |